# Enrique Aletá
Enrique Aletá Alcubierre (Zaragoza) es profesor y director del servicio de cursos de Español para Extranjeros de la Universidad de Zaragoza.
Este prestigioso estudioso de la gramática y renovador de la misma, ha hecho importantes aportaciones dentro de la solución de problemas y errores para el aprendizaje del Español como Lengua Extranjera (ELE), campo en el que son conocidos sus importantes y metódicos trabajos sobre las diferencias entre los verbos ser y estar, los modos indicativo y subjuntivo, o entre el pretérito indefinido y el imperfecto.
Además de su trabajos en la Universidad de Zaragoza, son importantes sus aportaciones al Instituto Cervantes.

## Publicaciones
- Una nueva perspectiva sobre un viejo problema de la gramática de ELE: ser no se opone a estar (2005)